# Mulatu Teshome
Mulatu Teshome Wirtu (Ge'ez: ሙላቱ ተሾመ ውርቱ;), etiopski politik; * 1957, Arjo.
Je etiopski politik, med 7. oktobrom 2013 in 25. oktobrom 2018 je opravljal funkcijo predsednika Etiopije .

## Izobraževanje
Mulatu se je rodil v mestu Arjo v provinci Welega. Izobraževal se je na Kitajskem, kjer je na univerzi v Pekingu diplomiral iz filozofije politične ekonomije in doktoriral iz mednarodnega prava. Leta 1990 je magistriral iz prava in diplomacije na Pravni in diplomacijski fakulteti Fletcher na Univerzi Tufts. Po besedah govornika Abadule Gemede je predaval na nekaterih "tujih univerzah in institucijah".

## Politika
Sredi devetdesetih let je bil namestnik ministra za gospodarski razvoj in sodelovanje pri ministrici Girmi Birru, za ministra za kmetijstvo pa je bil imenovan leta 2001. Bil je tudi predsednik parlamenta, in sicer med letoma 2002 in 2005. Bil je veleposlanik Etiopije na Kitajskem, Japonskem, v Turčiji in Azerbajdžanu.

### Predsednik Etiopije
Medtem, ko je bil veleposlanik v Turčiji, je bil 7. oktobra 2013 s soglasnim parlamentarnim glasovanjem izvoljen na mesto predsednika Etiopije. Girma Seifu iz stranke Enotnost za demokracijo in pravičnost, edina opozicijska poslanka v parlamentu, je njegovo izvolitev pozdravila. Tako kot njegova predhodnika Girma Wolde-Giorgis in Negasso Gidada je tudi on član staroselske skupnosti Oromo.  

## Zasebno
Mulatu ima enega sina.